# Леонарду Бута
Леонадру Даніел Улінея Бута (порт. Leonardo Daniel Ulineia Buta, нар. 5 червня 2002, Анадія, Португалія) — португальський футболіст, фланговий захисник клубу «Морейренсі».

## Ігрова кар'єра

### Клубна
Леонардо Бута пройшов через молодіжні команди клубів «Анадія» та столичної «Бенфіки». У 2018 році він приєднався до «Браги». З 2020 року Бута виступав за дублюючий склад «Брага Б». Дебютну гру в першій команді футболіст провів 12 лютого 2022 року проти «Пасуш-де-Феррейра» в чемпіонаті Португалії.
В липні 2022 року Бута перейшов до італійського «Удінезе», підписавши з клубом контракт на п'ять років. Але в чемпіонаті Італії захисник провів лише два матчі і в липні 2023 року був відданий в оренду до португальського «Жил Вісенте».
По завершенню сезону Бута повернувся до «Удінезе» але сезон 2024/25 почав у Португалії, де став гравцем клубу «Морейренсі».

### Збірна
З 2023 року Леонардо Бута є гравцем молодіжної збірної Португалії.

## Приватне життя
Леонардо Бута має ангольське коріння. Його старший брат Ауреліу Бута також професійний футболіст, гравець французького «Реймса».